# Harold Lane
Harold Lane   (Edimburg, 16 de març de 1895 - Kensington, 24 de juny de 1972) fou un remer escocès que va competir durant la dècada de 1920.
Lane era membre de l'equip del vuit amb timoner del Thames Rowing Club que guanyà la Grand Challenge Cup de la Henley Royal Regatta de 1928 i que. poc després va representar el Regne Unit als Jocs Olímpics d'Amsterdam. En la prova del vuit amb timoner del programa de rem guanyà la medalla de plata.